# Otto Rehhagel
Otto Rehhagel (Essen, 9 de agosto de 1938) es un exfutbolista y exentrenador alemán. Junto con Helmut Schön, Ottmar Hitzfeld, Udo Lattek y Hennes Weisweiler, es uno de los más exitosos entrenadores alemanes de la historia.[cita requerida] Dirigió a Grecia, equipo con el que conquistó la Eurocopa 2004 contra todo pronóstico. Actualmente no dirige a ningún equipo.

## Carrera como jugador
Otto Rehhagel jugó en el equipo local Rot-Weiss Essen (1960–63), después del inicio de la Bundesliga con el Hertha de Berlín (1963–65), y hasta 1972 con el Kaiserslautern. Disputó 201 partidos en la Bundesliga. Como jugador, Rehhagel era conocido como un implacable defensa.

## Carrera como entrenador

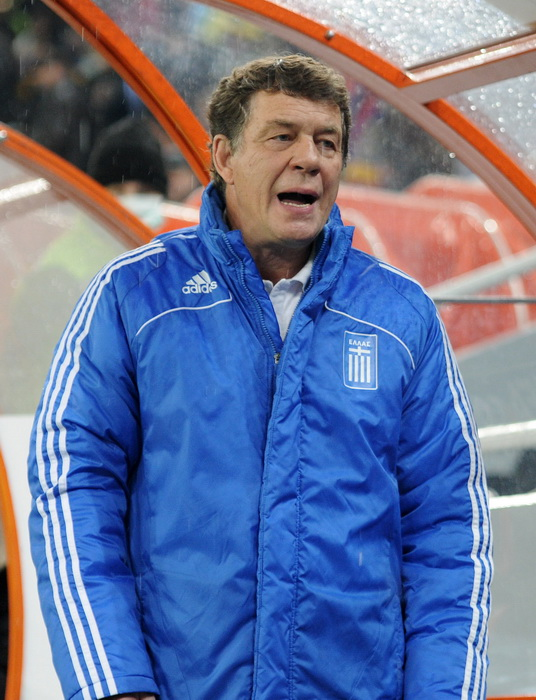
Otto Rehhagel como entrenador de la selección griega en 2009.

Rehhagel comenzó su trayectoria como técnico profesional en 1974, al frente del Kickers Offenbach, después de haber sido asistente en ese mismo equipo. Posteriormente, entrenó a numerosos equipos alemanes durante los siguientes 26 años, entre ellos el Borussia Dortmund, el SV Werder Bremen y el Bayern de Múnich; lo que explica su apodo: Kind der Bundesliga (el niño de la Bundesliga). En la Bundesliga, él ostenta los registros de mayor cantidad de victorias (387), mayor número de empates (205), mayor cifra de derrotas (228), y sus equipos han anotado la mayor cuantía de goles (1473) y también son los que más han recibido (1142).
De 2001 a 2010 dirigió a la selección de Grecia, con la que consiguió el mayor éxito de su historia al ganar la Eurocopa 2004 contra Portugal por 0-1. En 2009 logró clasificarla para la Copa Mundial 2010.
Pese a haber anunciado su retirada tras la participación de la Selección de Grecia en el Mundial de 2010, en febrero de 2012 el veterano técnico firmó un contrato de seis meses con el Hertha Berlín, 15.º clasificado en la Bundesliga, sustituyendo a Michael Skibbe. Aunque logró evitar el descenso directo del equipo, finalmente no pudo obtener la permanencia al perder el "play-off" de ascenso y descenso contra el Fortuna Düsseldorf, por lo que no continuó.

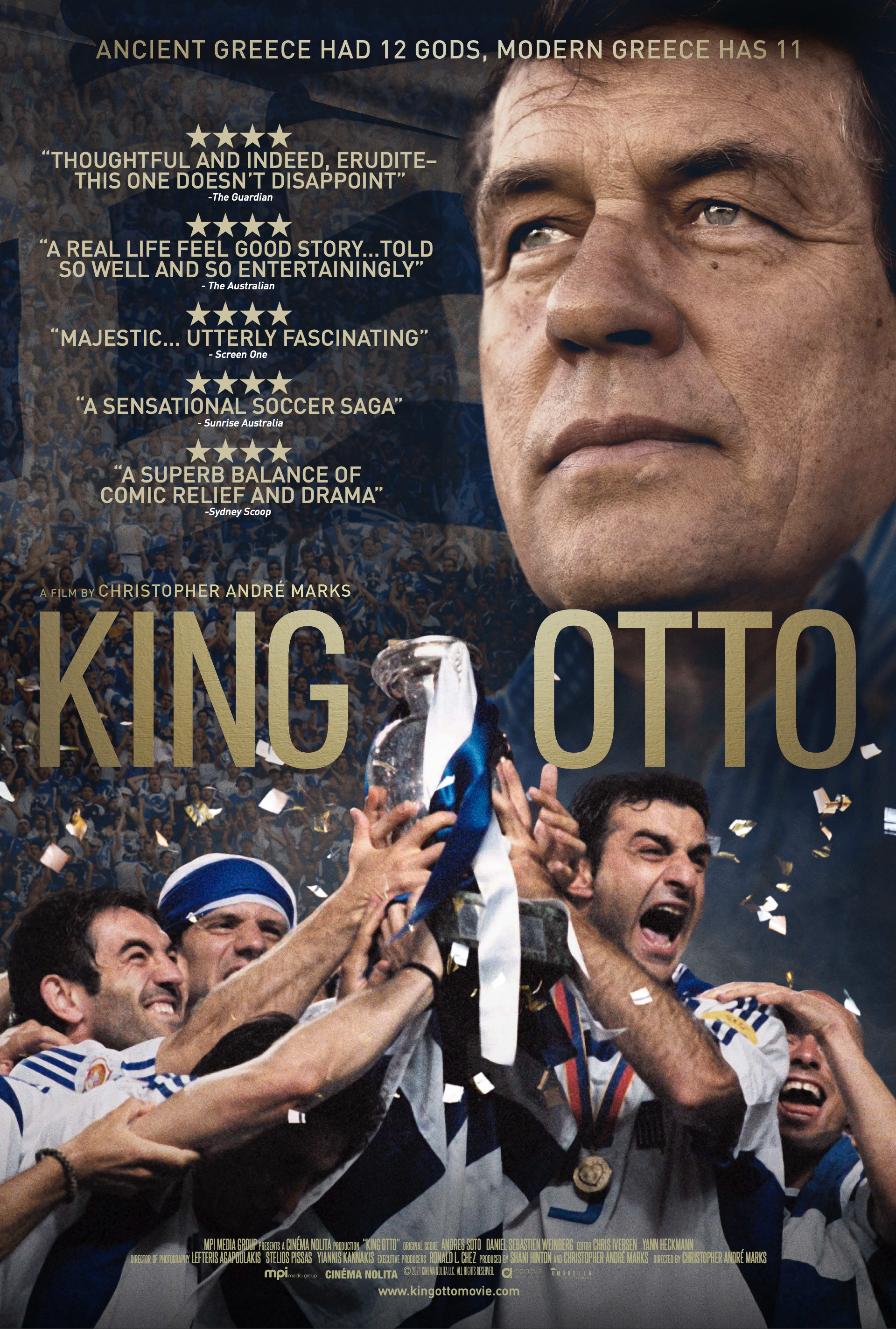
Cartel publicitario del largometraje del Rey Otto, que cuenta la historia del título conseguido por la selección griega en la Eurocopa de 2004.

## Clubes

### Como jugador
| Club                  | País     | Temporada | Partidos | Goles |
| --------------------- | -------- | --------- | -------- | ----- |
| TuS Helene Altenessen | Alemania | 1957-1960 | -        | -     |
| Rot-Weiss Essen       | Alemania | 1960-1963 | 90       | 3     |
| Hertha Berlín         | Alemania | 1963-1965 | 53       | 6     |
| 1. FC Kaiserslautern  | Alemania | 1965-1972 | 14       | 17    |

### Como entrenador
| Club                          | País     | Temporada | PJ        | G         | E         | P         | Efectividad |
| ----------------------------- | -------- | --------- | --------- | --------- | --------- | --------- | ----------- |
| FV Rockenhausen               | Alemania | 1972      |           |           |           |           |             |
| 1. FC Saarbrücken             | Alemania | 1972-1973 | 30        | 7         | 10        | 13        | 40%         |
| Kickers Offenbach (asistente) | Alemania | 1973-1974 | 1973-1974 | 1973-1974 | 1973-1974 | 1973-1974 | 1973-1974   |
| Kickers Offenbach             | Alemania | 1974-1975 | 60        | 23        | 10        | 27        | 46,67%      |
| SV Werder Bremen              | Alemania | 1976      | 13        | 4         | 5         | 4         | 50%         |
| Borussia Dortmund             | Alemania | 1976-1978 | 74        | 29        | 16        | 29        | 50%         |
| Arminia Bielefeld             | Alemania | 1978-1979 | 37        | 15        | 9         | 13        | 52,70%      |
| Fortuna Düsseldorf            | Alemania | 1979-1980 | 53        | 26        | 9         | 18        | 57,54%      |
| SV Werder Bremen              | Alemania | 1981-1995 | 609       | 322       | 156       | 131       | 65,68%      |
| Bayern de Múnich              | Alemania | 1995-1996 | 42        | 27        | 5         | 10        | 68,25%      |
| 1. FC Kaiserslautern          | Alemania | 1996-2000 | 174       | 87        | 38        | 49        | 57,27%      |
| Selección griega              | Grecia   | 2001-2010 | 106       | 52        | 22        | 32        | 55,97%      |
| Hertha Berlín                 | Alemania | 2012      | 14        | 3         | 3         | 8         | 28,57%      |

## Palmarés

### Entrenador

#### Campeonatos nacionales
| Título                | Club                 | País     | Año  |
| --------------------- | -------------------- | -------- | ---- |
| Copa de Alemania      | Fortuna Düsseldorf   | Alemania | 1980 |
| Bundesliga            | Werder Bremen        | Alemania | 1988 |
| Supercopa de Alemania | Werder Bremen        | Alemania | 1988 |
| Copa de Alemania      | Werder Bremen        | Alemania | 1991 |
| Bundesliga            | Werder Bremen        | Alemania | 1993 |
| Supercopa de Alemania | Werder Bremen        | Alemania | 1993 |
| Copa de Alemania      | Werder Bremen        | Alemania | 1994 |
| Supercopa de Alemania | Werder Bremen        | Alemania | 1994 |
| 2. Bundesliga         | 1. FC Kaiserslautern | Alemania | 1997 |
| Bundesliga            | 1. FC Kaiserslautern | Alemania | 1998 |

#### Campeonatos internacionales
| Título           | Equipo        | Sede     | Año  |
| ---------------- | ------------- | -------- | ---- |
| Recopa de Europa | Werder Bremen | Lisboa   | 1992 |
| Eurocopa         | Grecia        | Portugal | 2004 |

| Predecesor: Jacques Santini | Seleccionador del año según la IFFHS 2004 | Sucesor: Carlos Alberto Parreira |
| Predecesor: Roger Lemerre   | Entrenador campeón de la Eurocopa 2004    | Sucesor: Luis Aragonés           |